# Севрюки (Красиловский район)
Севрюки (укр. Севрюки) — село в Красиловском районе Хмельницкой области Украины.
Население по переписи 2001 года составляло 504 человека. Почтовый индекс — 31030. Телефонный код — 3855. Занимает площадь 2,355 км². Код КОАТУУ — 6822788401.

## Местный совет
31030, Хмельницкая обл., Красиловский р-н, с. Севрюки, ул. 40-летия Победы